# São Salvador e Santa Maria
São Salvador e Santa Maria est une paroisse civile portugaise (en portugais : freguesia) de la municipalité d'Odemira dans le district de Beja. Elle est créée en 2013, par fusion des paroisses d'Odemira (São Salvador) et Odemira (Santa Maria).

## Géographie
São Salvador e Santa Maria est traversée par le Mira.
Elle réunit les deux anciennes paroisses de la ville d'Odemira, São Salvador au nord-ouest et Santa Maria au sud-est, qui étaient séparées par les routes nationales 120, 123 puis 263.

## Histoire
La paroisse de São Salvador e Santa Maria est créée par la loi no 11-A/2013 du 28 janvier 2013 portant réorganisation administrative du territoire des freguesias, en fusionnant les paroisses d'Odemira (São Salvador) et Odemira (Santa Maria).

## Démographie
Lors du recensement de 2021, São Salvador e Santa Maria compte 3 373 habitants. C'est alors la troisième paroisse la plus peuplée de la municipalité d'Odemira, derrière São Teotónio (8 699 habitants) et Vila Nova de Milfontes (5 660 habitants).